# Polycarpa rubida
Polycarpa rubida är en sjöpungsart som först beskrevs av Sluiter 1898.  Polycarpa rubida ingår i släktet Polycarpa och familjen Styelidae.
Artens utbredningsområde är Indiska oceanen. Inga underarter finns listade i Catalogue of Life.